# Festival Internacional de Cine de Mar del Plata

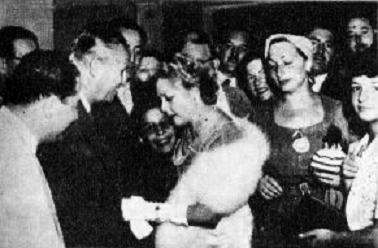
Mary Pickford auf dem ersten Festival Internacional de Cine de Mar del Plata im Jahr 1954

Das Festival Internacional de Cine de Mar del Plata ist ein internationales Filmfestival in Mar del Plata in Argentinien.
Das Festival wurde 1954 gegründet und ist beim Filmproduzentenverband FIAPF als eines von fünfzehn Wettbewerb-Filmfestivals der Welt akkreditiert. Zwischen 1971 und 1995 fand das Festival Internacional de Cine de Mar del Plata aus politischen und wirtschaftlichen Gründen nach der Etablierung einer Militärregierung in Argentinien nicht statt.
Präsident des Festivals ist Miguel Pereira.

## Astor de Oro
Der Astor de Oro ist der Hauptpreis des Festivals und wird seit 1959 für den besten Film vergeben. Insgesamt vergibt die Jury jährlich über fünfzehn Filmpreise in verschiedenen Kategorien.
Die bisherigen Gewinner des Astor de Oro:
- 1959: Wilde Erdbeeren von Ingmar Bergman (Schweden)
- 1960: Die Brücke von Bernhard Wicki (Deutschland)
- 1961: Samstagnacht bis Sonntagmorgen von Karel Reisz (Großbritannien)
- 1962: I giorni contati von Elio Petri (Italien)
- 1963: Az Angyalok Földje von György Révész (Ungarn)
- 1964: I Compagni von Mario Monicelli (Italien)
- 1965: Gli Indifferenti von Francesco Maselli (Italien)
- 1966: Es lebe die Republik von Karel Kachyňa (Tschechoslowakei)
- 1968: Bonnie und Clyde von Arthur Penn (USA)
- 1970: Macunaíma von Joaquim Pedro de Andrade (Brasilien)
- 1996: El Perro del Hortelano von Pilar Miró (Spanien)
- 1997: The Tango Lesson von Sally Potter (Großbritannien)
- 1998: Abr-O Aftaab von Mahmoud Kabari (Iran)
- 1999: As Bodas de Deus von João César Monteiro (Portugal)
- 2001: Ta Ja, Zlodziej von Jacek Bromski (Polen)
- 2002: Bolívar soy yo von Jorge Alí Triana (Kolumbien)
- 2003: Separacoes von Domingos de Oliveira (Brasilien)
- 2004: Buena Vida Delivery von Leonardo Di Cesare (Argentinien)
- 2005: Die große Reise von Ismaël Ferroukhi (Frankreich / Marokko)
- 2006: Noticias lejanas von Ricardo Benet (Mexiko)
- 2007: Ficció von Cesc Gay (Spanien)
- 2008: Gelbe Schmetterlinge (Aruitemo aruitemo) von Hirokazu Koreeda (Japan)
- 2009: Cinco días sin Nora von Mariana Chenillo (Mexiko)
- 2010: Essential Killing von Jerzy Skolimowski (Polen)
- 2011: Abrir puertas y ventanas von Milagros Mumenthaler (Argentinien / Schweiz)
- 2012: După dealuri von Cristian Mungiu (Rumänien)
- 2013: La jaula de oro von Diego Quemada-Diez (Mexiko / Spanien)
- 2014: Folge meiner Stimme! (Were Dengê Min) von Hüseyin Karabey (Türkei / Frankreich / Deutschland)
- 2015: Der Schamane und die Schlange (El abrazo de la serpiente) von Ciro Guerra (Kolumbien / Venezuela / Argentinien)
- 2016: Anashim Shehem Lo Ani von Hadas Ben Aroya (Israel)
- 2017: Wajib – Hochzeit in Nazareth (Wajib) von Annemarie Jacir (Palästina)
- 2018: Entre dos aguas von Isaki Lacuesta
- 2019: O que arde von Óliver Laxe
- 2020: The Year of the Discovery (El año del descubrimiento) von Luis López Carrasco